# Turrillas
Turrillas este o municipalitate din provincia Almería, Andaluzia, Spania cu o populație de 242 locuitori.